# Liudvîșce, Șumsk
Liudvîșce (în ucraineană Людвище) este o comună în raionul Șumsk, regiunea Ternopil, Ucraina, formată numai din satul de reședință.

## Demografie
Componența lingvistică a comunei Liudvîșce
     Ucraineană (99,52%)
     Alte limbi (0,48%)
Conform recensământului din 2001, majoritatea populației comunei Liudvîșce era vorbitoare de ucraineană (99,52%), existând în minoritate și vorbitori de alte limbi.